# Anthrenus sertarius
Anthrenus sertarius is een keversoort uit de familie spektorren (Dermestidae). De wetenschappelijke naam van de soort werd in 1849 gepubliceerd door Schmidt & Helfer Gaubil.